# Морфа
Мо́рфа (від дав.-гр. μορφή — форма) — різко відмінна за зовнішнім виглядом група фенотипів в межах виду або популяції. Морфи часто відрізняються також поведінкою та екологічними ознаками. Види і популяції, які мають морфи, називають поліморфними.
Прикладом морф можуть слугувати альбіноси та меланісти різних хребетних тварин, рудоволосі особини (хромісти) у європеоїдної раси людини тощо. Інколи морфами називають сезонні (осінні, весняні) форми деяких комах, озерні та річкові форми деяких риб (наприклад, форелі). Як приклад можна навести морфи морської форелі, які є симпатричними, тобто можуть зустрічатися разом. Одна з них (Salmo trutta морфа trutta) є мігруючою (анадромною), тоді як інша (Salmo trutta морфа fario) — осілою, мешкає на течії. Ці дві субпопуляції належать до одного і того самого виду та можуть схрещуватися. В обох субпопуляцій зберігається спадково закріплена особливість — представники однієї є мігруючими (анадромними), іншої — мешкають на одному місці. Ймовірність природного схрещування обох субпопуляцій швидше незначна, оскільки вони віддають перевагу різним місцям нересту та розмножуються в різний час.
Прісноводні популяції арктичного гольця (Salvelinus alpinus), які в одному і тому ж озері розвинулися у різні морфи, які живляться планктоном і рибою. Морфа, яка живиться рибою, споживає усіх риб у середньому та верхньому шарі води, у тому числі морфу, яка живиться планктоном. Морфа, яка живиться планктоном, споживає зоопланктон ті інших безхребетних у верхньому шарі води. Вони менші за розміром, повільніше ростуть та дають менше потомства.
Розділення популяцій, особливо ізольованих одна від одної, на морфи можна розглядати в деяких випадках як попередника симпатричного видоутворення.

## Галерея

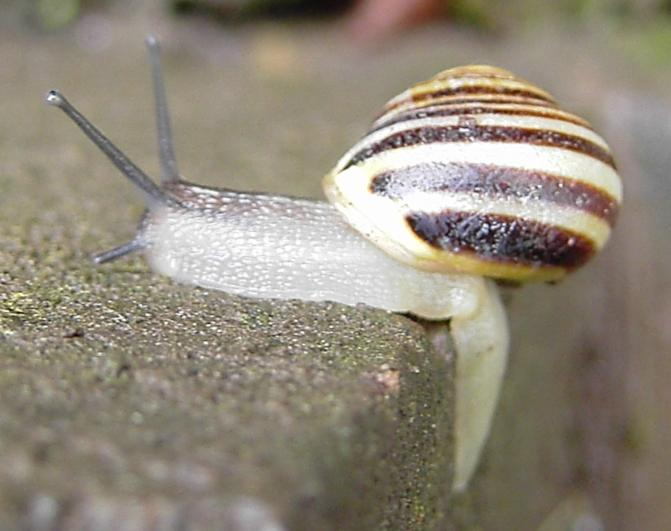
Равлик цепея садова (Cepaea hortensis), смугаста морфа
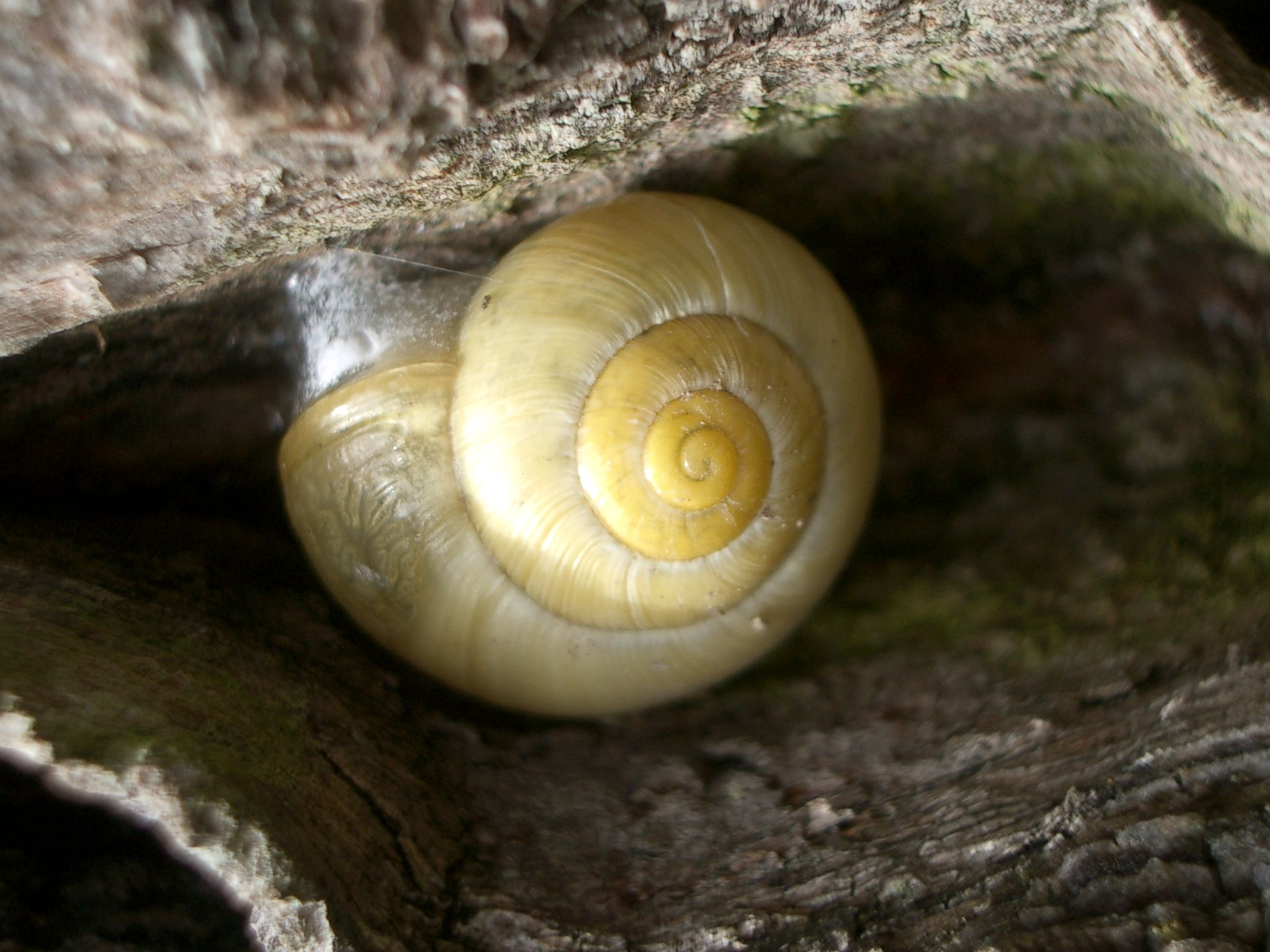
Равлик цепея садова  (Cepaea hortensis), жовта морфа
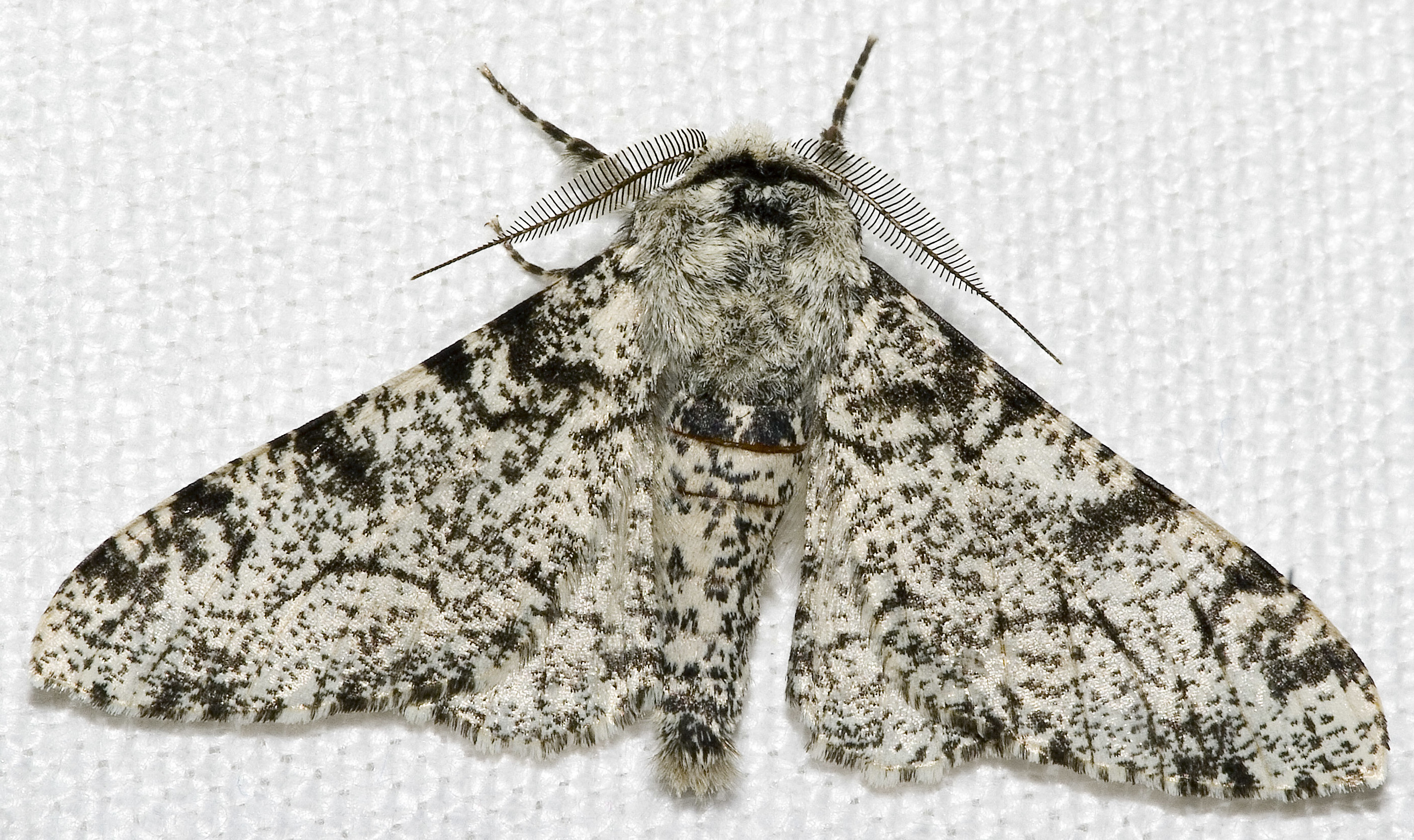
Світла (нормальна) морфа березового п’ядуна (Biston betularia)
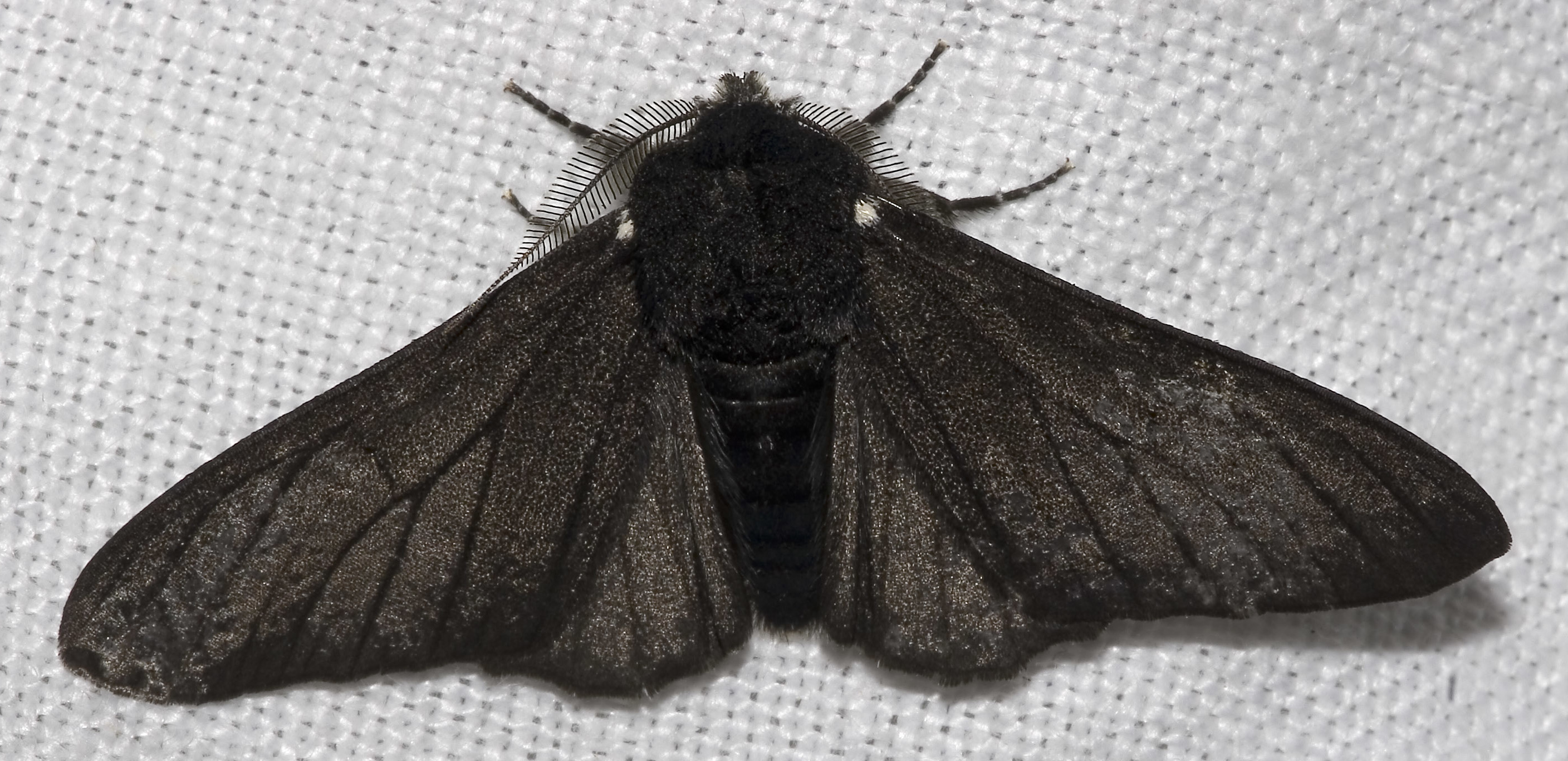
Темна морфа березового п’ядуна (Biston betularia f. carbonaria )